# Centre international de cancérologie de Dakar
 (mars 2020).
 (mars 2020).
Créé en juin 2019 dans le cadre d’un partenariat franco-sénégalais, le Centre international de cancérologie de Dakar (CICD) fait partie des grands projets nationaux du Sénégal soutenu par le président Macky Sall. Il comporte un service de radiothérapie, un service de chimiothérapie et un centre d’imagerie diagnostic.
Le CICD fait partie d’un groupe de centres d’oncologie-radiothérapie basés en France (à Clermont-Ferrand, Nevers, Aurillac, Chaumont et Vichy) qui participent au bon fonctionnement du CICD par le biais d'échanges de personnel médical, technique et physicien. Le partage des informations médicales par un réseau informatique spécifique au groupe permet de proposer une prise en charge des patients selon les mêmes standards qu’en Europe.

## Activité
Le centre est ouvert du lundi au vendredi et accueille tous les patients nécessitant un traitement ou un diagnostic en cancérologie.
Le CICD est constitué :
– d’un service de radiothérapie qui permet une prise en charge de l‘ensemble des tumeurs solides de l’adulte et de l’enfant ;
– d’un service de chimiothérapie assurant la prise en charge globale des patients oncologiques ;
– d’un centre diagnostic avec consultations médicales et un centre diagnostic d’imagerie (scanner, échographie) ;
– d’un service de soins de support en Oncologie avec une psychologue spécialisée.
Le centre participe à des actions de recherche et de formation en accueillant des internes en cancérologie ainsi que praticiens étrangers qui souhaitent accéder aux nouvelles technologies.